# Chrostosoma fenestrina
Chrostosoma fenestrina är en fjärilsart som beskrevs av Butler 1876. Chrostosoma fenestrina ingår i släktet Chrostosoma och familjen björnspinnare. Inga underarter finns listade i Catalogue of Life.